# Arnošt z Metternichu
Arnošt z Metternichu-Winneburgu (německy Ernst Freiherr von Metternich, 5. prosince 1657 – 27. prosince 1727, Řezno) byl německý šlechtic svobodný pán (od roku 1696 hrabě) z Metternichu. Pocházel z Braniborska a sloužil jako politik a pruský diplomat.

## Život

### Původ a rodina

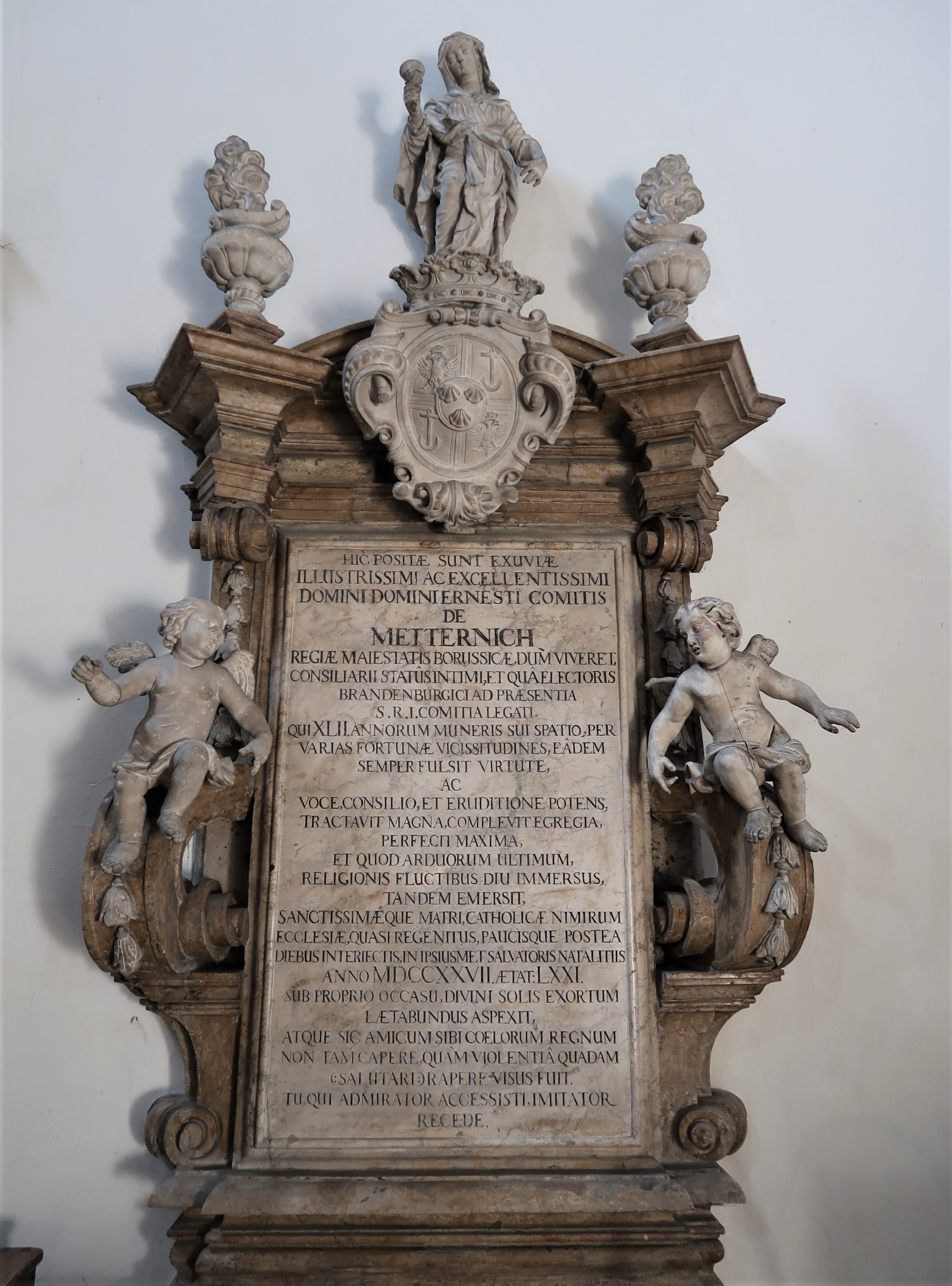
Náhrobek Arnošta Metternicha v klášteře sv. Jimrama v Řezně

Arnošt z Metternichu pocházel z protestantské linie novomarecké Chursdorfů baronů z Metternichu z městečka Berlinchen (dnešní Barlinek). Jeho rodiči byli Jan Reinhard svobodný pán z Metternichu († 1712), správce halberstadtského kláštera a Lucie Bornstedtová z rodové linie Lochstedt. 
Arnošt byl ženatý s Annou Regalovou z Kranichsfeldu (1670–1737) a z tohoto manželství se narodily tři děti:
1. Arnošt Eberhard svobodný pán z Metternichu (1691–1717), pruský vyslanec Stálého říšského sněmu
2. Elenora Kristýna svobodná paní z Metternichu (1692–1752), ⚭ 1708 Maxmilián Ludvík Regal z Kranichsfeldu (1668–1717)
3. Arnošt August svobodný pán z Metternichu (1694–1720)

### Kariéra a spolupráce se synem Arnoštem Eberhardem
Arnošt Metternich byl tajným státním radou v Braniborsku a v roce 1690 byl vyslán do Řezna jako vyslanec do Stálého říšského sněmu. Tam jej 28. května 1696 císař Leopold I. povýšil do hodnosti říšského hraběte. U císařského dvora ve Vídni se mu s dalšími diplomaty podařilo vyjednat královský titul pro braniborského kurfiřta Bedřicha III.
V roce 1702 byl Metternich jmenován mimořádným vyslancem ve Švýcarsku. Diplomatických jednání při volbě z 15 uchazečů o knížecí vládu v Neuchâtelu (Neuenburgu) od roku 1706 se účastnil jeho tehdy 17letý syn Arnošt Eberhard. Mezi žadateli byl také pruský král Bedřich I., který se po jednáních 3. listopadu 1707 stal vládcem Neuchâtelu. Metternichův syn Arnošt Eberhard byl pověřen doručit zprávu o velkém diplomatickém úspěchu, kterého bylo dosaženo, do Berlína. Jako posel dobré zprávy ho král jmenoval tajným radou a komorníkem, navíc byl finančně odměněn a jmenován vyslancem svého otce u říšského sněmu v Řezně s legitimací pro Braniborskou marku a bývalé Magdeburské vévodství, jakož i pro Halberstadtské knížectví. 
Do června 1709 byl otec Arnošt z Metternichu de facto guvernérem a prezidentem Státní rady v dnešním Neuchâtelu, ale svůj úřad spravoval z Řezna. Dochovalo se čtyřicet dopisů, které Metternich odeslal v letech 1698 - 1707. Tyto dopisy jsou vzácné z toho důvodu, že archivy velvyslanců byly po rozpuštění sněmu v roce 1806 z velké části zničeny.
Po roce 1712 Metternich znovu pracoval se svým synem několik měsíců jako vyslanec Pruska v Utrechtu během vyjednávání utrechtského míru. 

### Nemoc, konverze a smrt

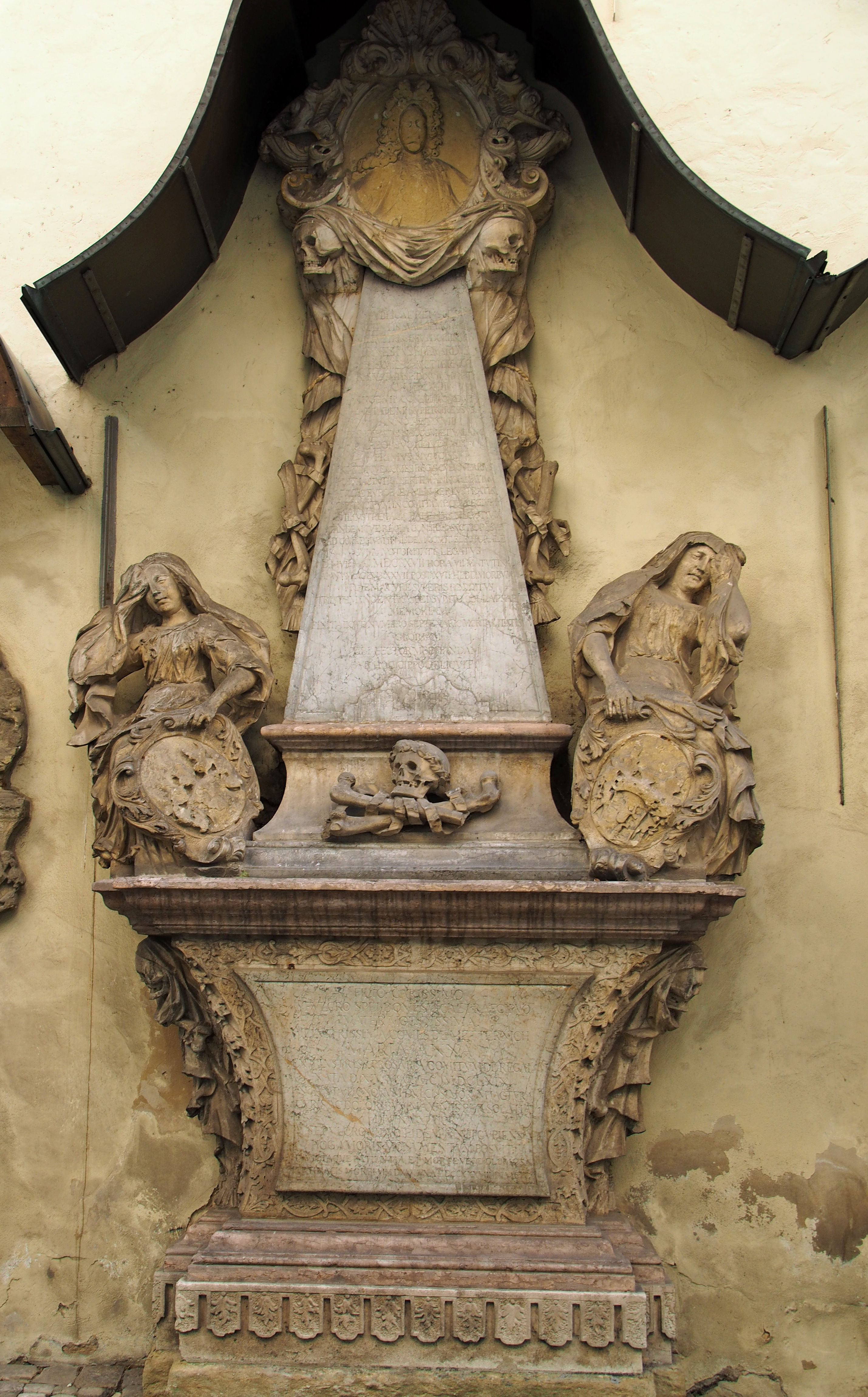
Epitaf syna Arnošta Eberharda z Metternichu a jeho matku, manželku Arnošta z Metternichu na Hřbitově velvyslanců v Řezně

V Řezně Metternich pracoval se synem již jen několik let, protože ten náhle zemřel v roce 1717 v pouhých 27 letech. Byl pochován v rodinné hrobce na dnešním velvyslaneckém hřbitově, kde byla později (1738) pohřbena i jeho matka. Oba pohřby jsou zaznamenány v ručně psaném pohřebním rejstříku.  Epitaf pro syna, který zemřel jako protestant, však byl vytvořen teprve o 10 let později na popud matky poté, co byl v kostele kláštera sv. Emmerama postaven epitaf pro jejího manžela, který po své konverzi v roce 1727 zemřel jako katolík. 
Po smrti prvního syna Arnošt Metternich onemocněl a v roce 1720 zemřel i jeho druhý syn Arnošt August (1694–1720). Otcova nemoc se zhoršila, proto se o něho starala v té době již ovdovělá dcera Elonora Kristýna. Vybudovali si vzájemný silný vztah a jeho silně protestantsky založenou manželku Marii Annu (1670–1738), držela dcera stranou od manžela. Ta proto nevěděla, že se její manžel a dcera, včetně tří vnoučat, připravovali k obrácení na katolickou víru.
Dva dny před smrtí přijal Arnošt z Metternichu katolickou víru. Složitý proces konverze provedli během několika návštěv katoličtí duchovní v civilu, kteří předstírali, že jsou lékaři. Proces byl proveden tak, že změnu víry nebylo možné později právně napadnout. 
Po smrti byl jeho tělo vyneseno z bytu na Arnulfově náměstí a po třech dnech zvonění v klášterním kostele sv. Jimrama 2. ledna 1728 pohřbeno. Zádušní ceremonie vedl sám kníže-opat Anselm Godin. Velký epitaf velvyslance Metternicha na prominentním místě v kostele sv. Emerama, vedle epitafu říšského komisaře Alexandra Ferdinanda z Thurnu-Taxisu. Metternichův epitaf zdobí ženská postava, která má být interpretována „jako Ecclesia ve smyslu pravé katolické církve, která vítězí nad protestantismem“.  Na epitafu je navíc nápis, v němž je Metternich chválen jako přemožitel svého kalvinismu s výzvou ostatním protestantům k obrácení na katolicismus.
Arnošt Metternich se zřejmě svou konverzí a své dcery snažil finančně zajistit svou ovdovělé dcery se čtyřmi dětmi, neboť její manžel, Maxmilián Ludvík z Regalu (1668–1717), zemřel jako vysoký císařský důstojník poblíž Bělehradu. Stejně jako zbytek řezenské rodiny Regalů pocházel z Čech. Tato exilová rodina držela v Čechách značné bohatství, avšak rodiče a všichni sourozenci již zemřeli, a tak Metternichova dcera a její děti byli jedinými dědici. V Čechách však bylo dědictví majetku vázáno na katolické vyznání. 